# Perfil sísmico vertical

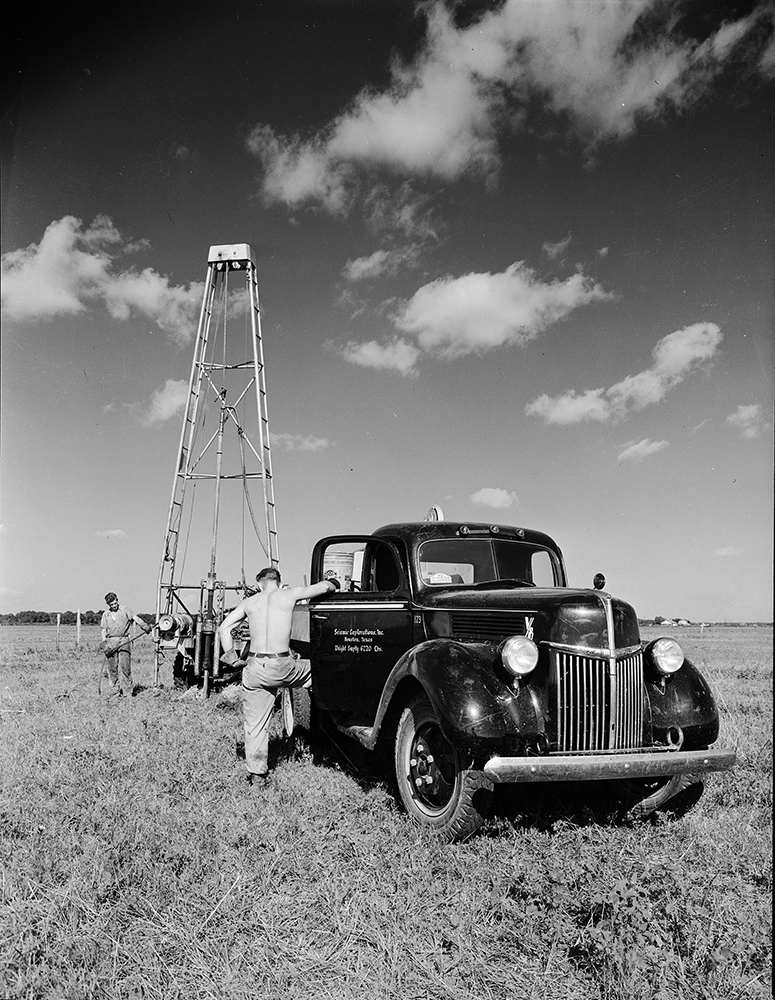
Trabajadores realizando pruebas sísmicas

El perfilado sísmico vertical (PSV) es un tipo de estudio sísmico 2D en el que uno de los dos elementos (fuente o receptor de ondas sísmicas) se coloca en la superficie y el otro en un agujero perforado.

## Historia
La primera idea de colocar receptores sísmicos en una perforación fue sugerida por Fessenden en 1918. El fundador y creador de la tecnología de este método tal y como se utiliza hoy en día es el científico soviético Evsey Iosifovich, que desarrolló este tema en la URSS a partir de principios de los años 60.

## Metodología
Antes de llevar a cabo un PSV, hay que perforar un pozo adecuado o seleccionar uno de los existentes. A continuación, se colocan fuentes de ondas sísmicas (vibradores o explosivos) en los laterales de esta perforación, en un único plano al que pertenece el eje de la perforación, y se colocan en la perforación receptores de ondas sísmicas altamente sensibles conectados por un cable de registro a una estación sísmica de superficie. A continuación, se producen una serie de explosiones y se registran las ondas sísmicas.

## Equipo utilizado

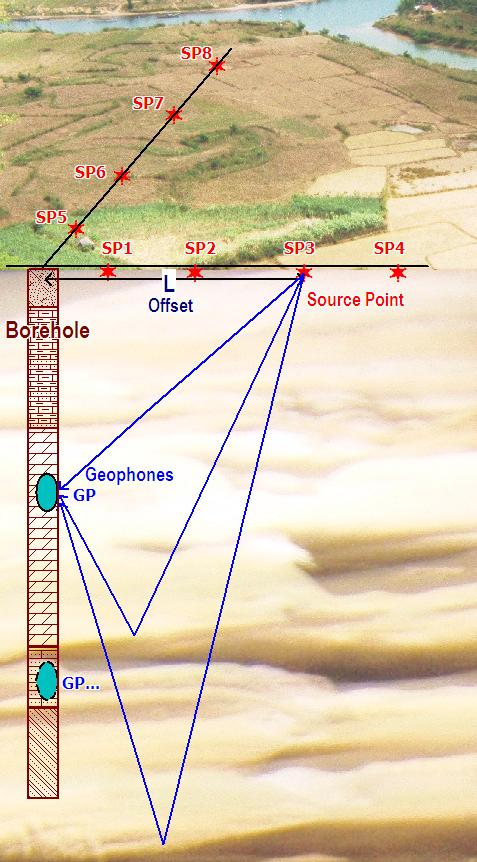
Trazado de una estación de perfil sísmico vertical

Consta de dos componentes principales: la estación sísmica de superficie y el conjunto de herramientas de fondo de pozo. En principio, no difiere de los equipos convencionales de sísmica de superficie 2D, salvo por un detalle: las sondas de fondo de pozo son considerablemente más complejas porque deben soportar las elevadas temperaturas y presiones que existen a varios kilómetros de profundidad.

## Repercusiones

### Ventajas
En comparación con la sísmica de superficie (2D/3D), el método presenta las siguientes ventajas:
- La influencia de las ondas superficiales en el sismograma se elimina casi por completo, ya que los receptores sísmicos suelen estar situados por debajo de la zona donde se registran;

- Las primeras llegadas a un sismograma dan la primera aproximación al verdadero modelo cinemático del medio;

- La capacidad de relacionar con precisión los datos del SIG con los datos sísmicos de superficie;

- la señal de excitación se observa en el medio y no en la superficie, lo que permite estimar su forma y tenerla en cuenta; esto abrirá el camino para seguir desarrollando el método con datos sísmicos terrestres 2D/3D hacia sistemas de adquisición combinados 2D/3D+VSP.

### Desventajas
- La necesidad de una costosa perforación de un pozo;

- El espacio a estudiar se limita a la zona cercana al pozo

- La asimetría del sistema de observación (los receptores se encuentran en el pozo, las fuentes de excitación en la superficie), que complica el análisis y el tratamiento de los sismogramas.